# Clematis thalictrifolia
Clematis thalictrifolia là một loài thực vật có hoa trong họ Mao lương. Loài này được Engl. mô tả khoa học đầu tiên năm 1910.